# Horacio de Eguía
Horacio de Eguía (Guernica, 15 de abril de 1914 - Palma de Mallorca, 15 de enero de 1991), fue un escultor español nacido en el País Vasco y afincado en Mallorca. Autor de una numerosa obra profana y religiosa, su estilo innovador respecto a los cánones del momento le valió numerosos encargos. Muchas de sus obras pueden verse en las calles, plazas e iglesias de diferentes pueblos y ciudades.

## Infancia y juventud
Nació en Guernica, hijo de un policía y benjamín de tres hermanos más y una hermana. De pequeño acudió a la escuela pública donde su maestro, pronto descubrió su talento y afición por el dibujo y modelado. Al salir de la escuela pasaba por delante del taller del escultor y profesor de bellas artes, Enrique Amurrio, donde se quedaba extasiado por las obras que allí se creaban. 

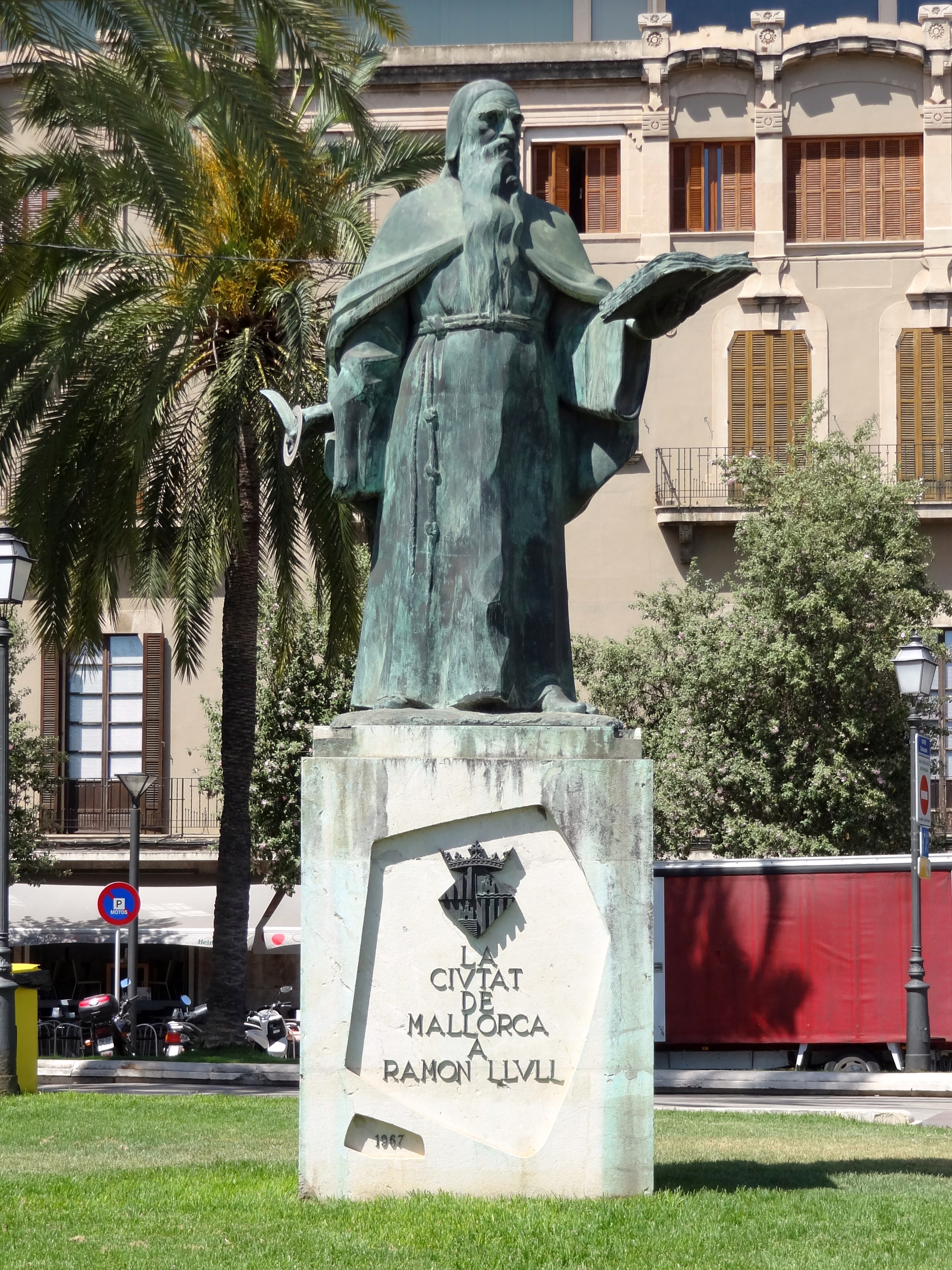
Monumento a Ramon Llull, en Palma

A los doce años, consiguió el permiso a su padre para poder entrar como aprendiz durante las vacaciones de verano y con un sueldo de tres pesetas. Por la noche asistía a clase a la Escuela de Bellas Artes. Su profesor, al percibir la gran afición y buenas aptitudes del joven Horacio, recomendó a su padre que le permitiera entrar en el taller del famoso José Olavaria, en Bilbao, continuando con sus clases nocturnas.

## La Guerra civil
La Guerra civil, no solamente le encontró lejos de casa, sino en el bando contrario al que se encontraba su familia. El conflicto supuso la muerte de dos hermanos y la destrucción absoluta de su pueblo por el llamado bombardeo de Guernica. En cuanto a su madre, ya viuda desde la II República española, huyó a Francia para morir en uno de sus campos de refugiados. Realizó un busto al general  Cabanellas (presidente de la Junta de Defensa Nacional) a partir de unas fotografías. Cuando éste lo vio quedó gratamente sorprendido y lo acogió como escolta personal, lo que le permitió hacer diferentes bustos a familiares del general y otros personajes y le evitó tener que acudir al frente de batalla.
Antes de terminar la guerra, el general falleció, por lo que Horacio fue transferido, gracias a sus conocimientos de modelado y talla, al hospital de San Sebastián para fabricar manos ortopédicas para mutilados de guerra. Ahí fue donde trabó amistad con un herido de guerra que era el hijo del notario del pequeño pueblo balear de San Juan, una persona que desempeñó un papel clave en su vida cuando el conflicto bélico cesó. Al terminar la guerra, se encontró sin casa y sin prácticamente familia. Ello lo llevó a trasladarse a Mallorca donde, con ayuda de su amigo, creó un rentable taller de escultura en San Juan que le permitió ganar dinero de una manera relativamente sencilla, aunque no en la línea de trabajo que él deseaba.

## Inicio de su carrera
Buscando un trabajo más artístico y menos industrial, contactó con el escultor catalán Joan Borrell Nicolau, que tenía un taller en la isla y con el que empezó a trabajar (aunque con unos ingresos menores que con su taller en Sant Joan). Fue en esa época cuando se presentó al II Salón de Primavera del Círculo de Bellas Artes, donde ganó la primera medalla.
Poco después conoció a la mallorquina Catalina Salvà, con la que se casaría en 1947 y con la que tuvo un único hijo y pasaría el resto de su vida. Su carácter simpático y extrovertido le permitió hacer rápidamente amistades y contactos entre la aristocracia de la isla, lo que le supuso la realización de muchos retratos y bustos, así como escultura religiosa y profana en todo tipo de material: madera, piedra, bronce, terracota, etc.

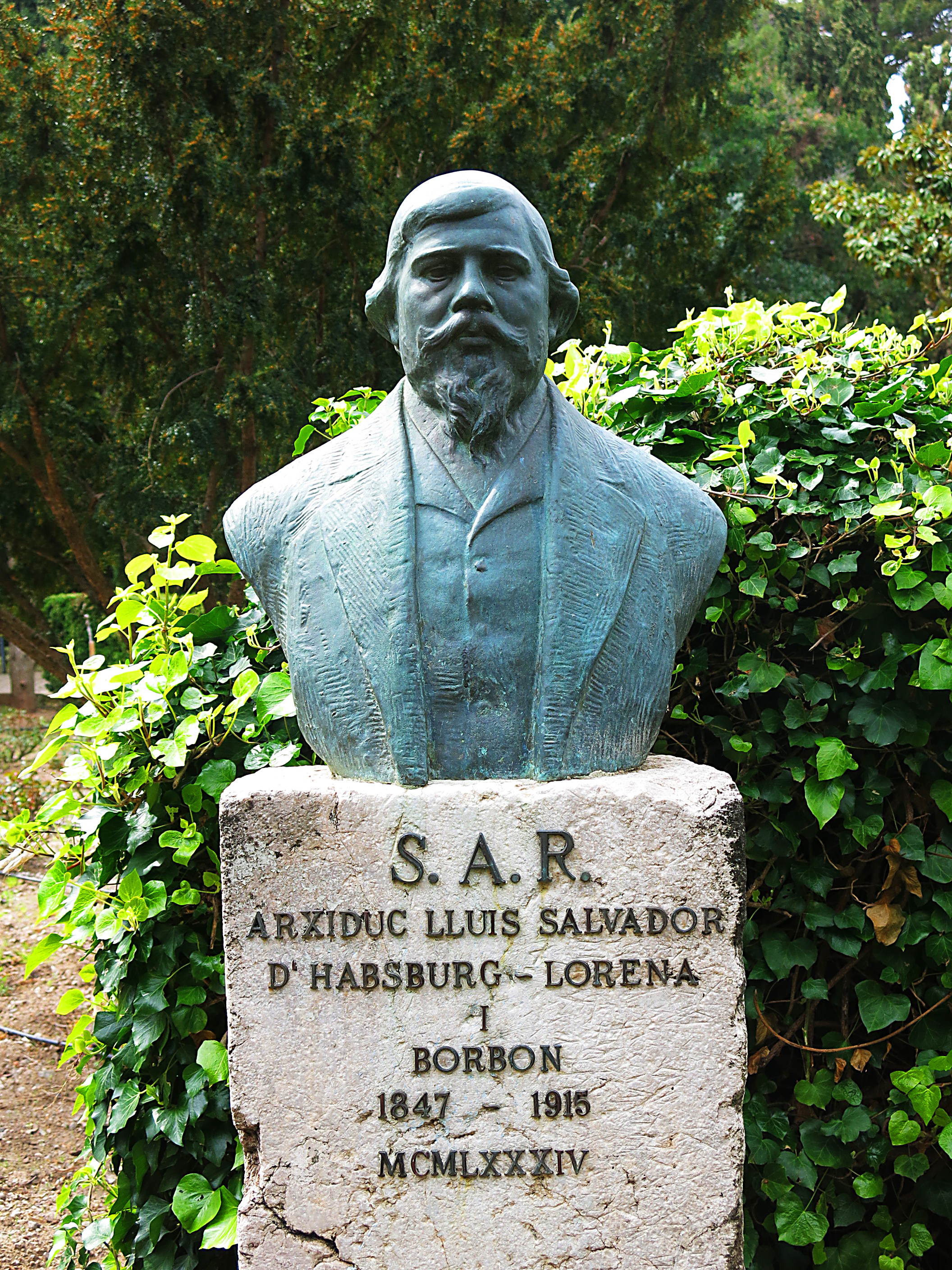
Busto del Archiduque Luís Salvador en los jardines del ayuntamiento de Valldemosa, hecho por Horacio de Eguía

Su primera gran obra religiosa fue la de San Pio X de tamaño natural y realizada a partir de fotografías. Un dossier de esta obra llegó al pontífice Pio XII, que lo alabó enormemente llegando a conceder una pequeña reliquia para que se guardara junto a la estatua.
Otra de sus obras más destacadas fue la de Santa Catalina Thomas, conocida en Mallorca con el apodo cariñoso de «La Beateta». Ésta siempre había sido representada como monja, pero Horacio, de forma novedosa, la hizo como una niña, lo que conectaba mucho más con la imagen popular transmitida en canciones y leyendas.
Una de sus obras más importantes es la Virgen del Seminario, que le fue encargada por el obispo de Mallorca Jesús Enciso Viana en el año 1958. En esos momentos, el hijo del escultor estaba enfermo, lo que, junto a la emoción de haber sido depositario de tal confianza, le llevó a prometer que esa sería su mejor obra. Para muchos, así fue, y su imagen ha sido conocida en todos los continentes.
Es importante destacar que durante los años 50, conoció a Victorio Luzuriaga, un industrial vasco que había empezado con un pequeño taller y ahora tenía una gran empresa de fundición. Le gustaba mucho viajar a Mallorca para «invertir unos ahorrillos», como decía él, comprando diversas fincas y hoteles. Era una persona con la que el artista estableció una gran amistad y que le permitió entrar en la alta sociedad de San Sebastián, ciudad a la que viajó y en la que realizó muchas obras.
Con la llegada del turismo a la isla, se dispara también su producción de figuras profanas para decorar hoteles, monumentos para diferentes ayuntamientos, etc.
Su popularidad le llevó a participar en numerosos actos sociales, como fiestas y concursos de todo tipo. También fue presidente de la federación de boxeo, de la federación de pelota vasca y vocal nacional de ANSIBA (un sindicato de artistas), entre otras cosas. En esta época pasaron por su taller generales, toreros, escritores, gobernadores, obispos y todo tipo de personajes, como Manuel Fraga Iribarne cuando era ministro de Información y Turismo.
Fue académico de la Real Academia de San Sebastián en Mallorca y a medida que se fue haciendo mayor su actividad se volvió más lenta y depurada, además de que dejó de trabajar los materiales más duros como la piedra o la madera, realizando la mayor parte de su obra en bronce. Una de sus últimas obras más relevantes fueron dos bustos para el nuevo Rey Juan Carlos I y la Reina Sofía, ubicados en el Palacio de Marivent.

## Análisis de la obra

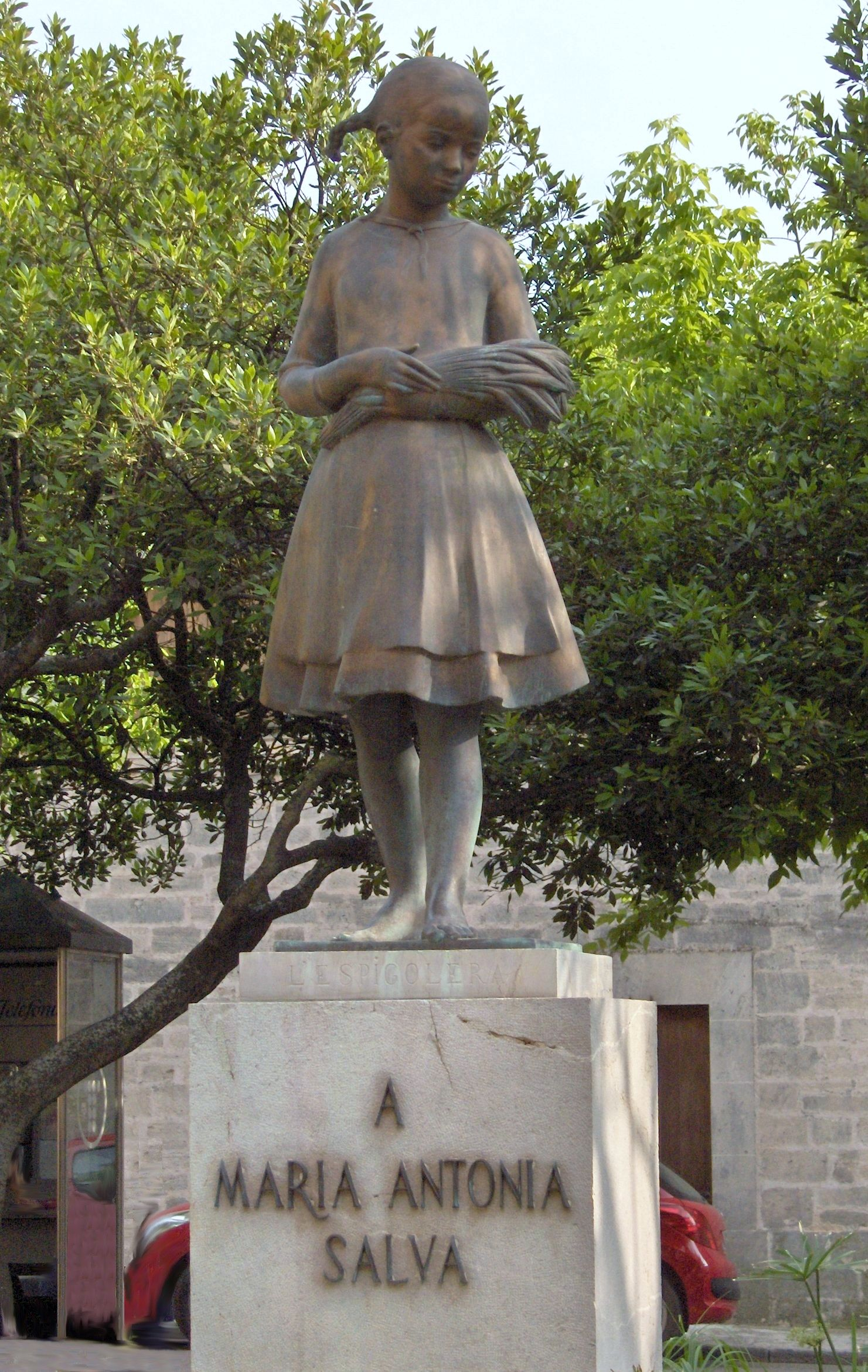
La espigolera, monumento a Maria Antònia Salvà, ubicado en Llucmajor

Su obra refleja belleza, bellas proporciones y armonía de líneas. Como aprendió de su maestro Joan Borrell Nicolau, solía repetir que lo importante de una escultura es que «plante bien» y estén los volúmenes en su sitio.
Con el paso del tiempo las líneas se fueron simplificando, se eliminaron cada vez más detalles superfluos hasta llegar a una simplicidad máxima dentro de un realismo. Todo ello dentro de un proceso sincero y personal sin dejarse influir por nuevos estilos y modas. En sus esculturas no hay posturas exageradas, ni movimientos estridentes. Según él las figuras que intentan captar el movimiento «son las que más quietas están».
Su inicio como retratista le da un gran dominio de la técnica en la que sabe hacer aflorar sobre el parecido físico, todo el sentimiento, todo el latido de la persona representada.
En su diversa obra hay gran abundancia de tema religioso, visto bajo una perspectiva postconciliar, que requiere un nuevo tratamiento y alejarse de imágenes sombrías, atormentadas y tristes. Los rasgos adolescentes de sus vírgenes, el cuerpo atlético y vigoroso de los cristos, sus caras apacibles y serenas, los dotan de humanidad y proximidad, alejándose de la estética atormentada y recargada del momento.

## Resumen de la obra principal

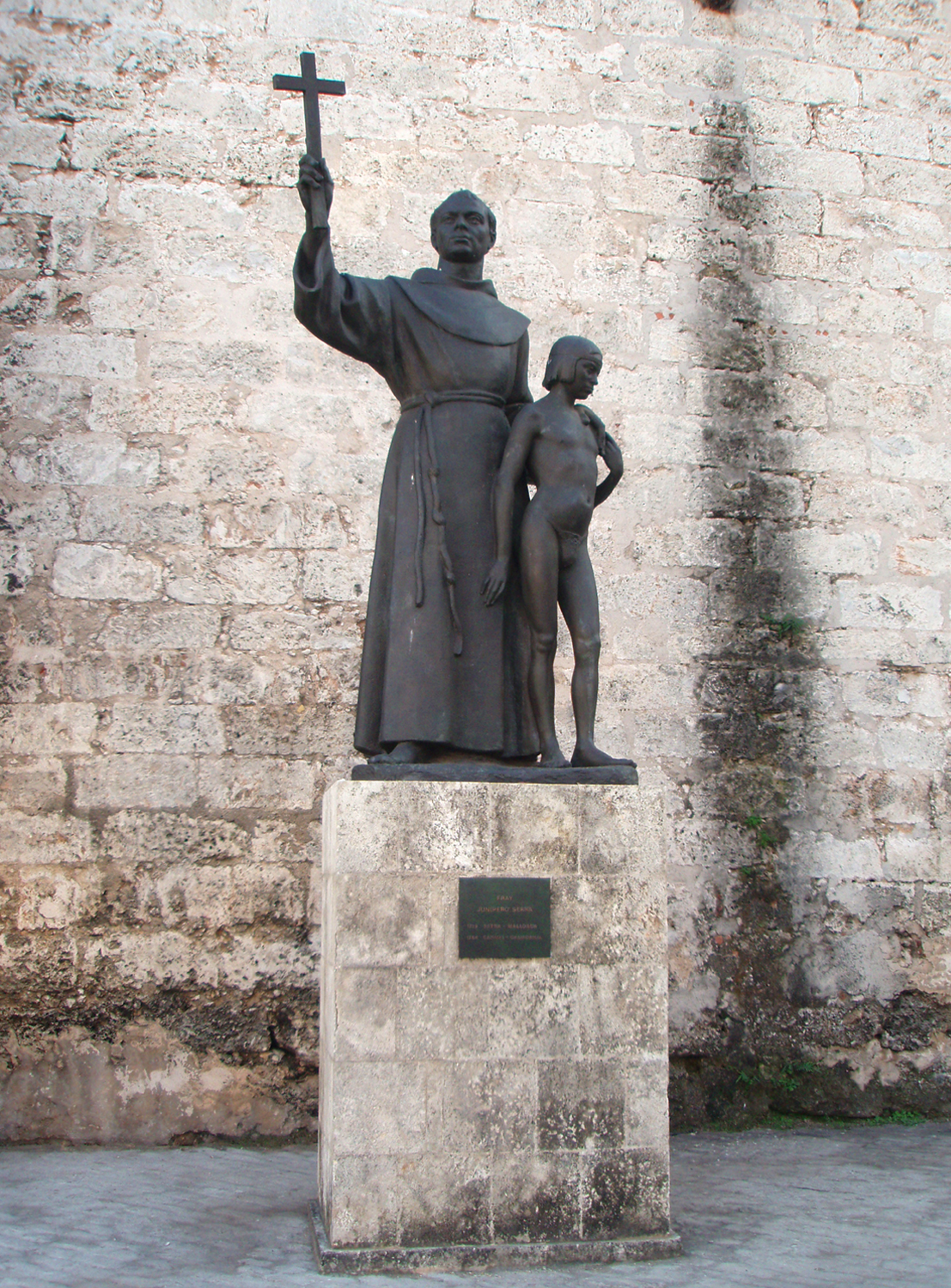
Monumento a fray Junípero Serra, en la plaza de San Francisco de Asís de La Habana

- 1936-39 Soldado yacente, General Miguel Cabanellas y otros retratos.
- 1951 La Fe y la Esperanza, en piedra arenisca de 2,14m de altura (cementerio municipal de Inca, Mallorca).
- 1952 Archiduque Luis Salvador de Austria, busto en piedra arenisca (museo de Son Marroig, Valldemosa, Mallorca)
- 1952 Monumento a Fluxà: retrato en bronce y relieves (Inca, Mallorca)
- 1952 D. Alejandro Rodríguez de Valcárcel, busto en bronce.
- 1954 San Pio X, de tamaño natural en madera policromada (parroquia de San Jaime en Palma de Mallorca)
- 1954 Monumento a Santa Catalina Thomàs «la beateta» bronce de tamaño natural (Valldemosa, Mallorca)
- 1957 Retrato del escritor Camilo José Cela.
- 1960 Retrato del torero Antonio Borrero Morano "Chamaco".
- 1965 Monumento a Fray Junípero Serra, bronce de 3,3 m de altura en Palma de Mallorca, posteriormente se realizó una copia para La Habana (Cuba).
- 1966 Monumento a Ramon Llull, bronce de 3 m de altura (Palma de Mallorca).
- 1971 Cristo, bronce de 3m de altura, Virgen con Niño, bronce de 1,8 m de altura y relieve en bronce de San Lorenzo (Parroquia de Palma Nova, Calviá, Mallorca).
- 1974 Monumento la pintor Anglada Camarasa, busto en bronce (Pollensa, Mallorca).
- 1977 Monumento a Miquel Costa i Llobera, busto en bronce (ses Cases Velles, Formentor, Mallorca).
- 1981 Reina Sofía, busto en bronce (Palacio de Marivent, Mallorca).
- 1984 Monumento al Archiduque Luis Salvador de Austria, busto en bronce (Valldemosa, Mallorca).